# Марчелло Ліппі
Марче́лло Лі́ппі (італ. Marcello Lippi, нар. 12 квітня 1948, В'яреджо) — колишній італійський футболіст, захисник, опорний півзахисник. По завершенні ігрової кар'єри — тренер. З 2016 року очолює тренерський штаб збірної Китаю.

## Клубна кар'єра

Марчелло Ліппі під час виступів за «Сампдорію»

Вихованець футбольної школи клубу «В'яреджо».
1969 року приєднався до команди клубу «Сампдорія», однак відразу ж був відданий клубу «Савона», кольори якого захищав протягом 1969—1970 років.
Своєю грою за останню команду довів представникам тренерського штабу «Сампдорії» свій високий потенціал, і 1970 року повернувся до цієї команди. Цього разу відіграв за генуезький клуб наступні дев'ять сезонів своєї ігрової кар'єри. Більшість часу, проведеного у складі «Сампдорії», був основним гравцем команди.
Протягом 1979—1981 років захищав кольори команди клубу «Пістоєзе». Завершив професійну ігрову кар'єру у нижчоліговому клубі «Луккезе-Лібертас», за команду якого виступав протягом 1981—1982 років.

## Виступи за збірну
1971 року залучався до складу молодіжної збірної Італії. На молодіжному рівні зіграв у 2 офіційних матчах.

## Кар'єра тренера

### Становлення
Розпочав тренерську кар'єру відразу ж по завершенні кар'єри гравця, 1982 року, увійшовши до тренерського штабу клубу «Сампдорія» як тренер молодіжних команд.
В подальшому очолював команди нижчолігових клубів «Понтедера», «Сієна», «Пістоєзе» та «Каррарезе». 1989 року вперше у кар'єрі очолив свою першу команду з елітної Серії A, якою стала «Чезена». Згодом провів по одному сезону на тренерських містках команд «Луккезе-Лібертас» та «Аталанта».
1993 року очолив команду «Наполі», разом з якою в першому ж сезоні в Неаполі виборов право участі у розіграші Кубка УЄФА.

### «Ювентус»
Втім, боротьбу за цей єврокубок «Наполі» почав вже з новим тренером, оскільки в послугах Ліппі зацікавився туринський «Ювентус» і тренер став на чолі «старої сеньйори». У своєму дебютному сезоні 1994-95 в Турині Ліппі виграв усі внутрішні турніри — чемпіонат, змагання за Кубок і Суперкубок Італії. Наступний рік став роком тріумфу на міжнародній арені — туринці здобули перемоги в Лізі чемпіонів, розіграшах Суперкубка УЄФА та Міжконтинентального кубка.
Протягом 1996—1998 років Ліппі ще двічі приводив «Ювентус» до чемпіонського титулу, однак після невдалого для команди сезону 1998-99 (сьому місце), змінив клуб, очоливши міланський «Інтернаціонале». Зайняте в сезоні 1999-00 «Інтером» четверте місце було також розцінене як провал, і на самому початку наступного сезону тренера було звільнено. Ліппі повертається до «Ювентуса» і відразу ж виборює зі своїм новим-старим клубом два «скудетто» поспіль. Працює з командою до 2004 року, в якому від клубного футболу переходить до роботи на рівні збірної.

### Збірна Італії
Після невдалого виступу збірної Італії на чемпіонаті Європи 2004 року, де італійці не подолали груповий етап, тренер команди Джованні Трапаттоні йде у відставку, і в липні того ж року Італійська федерація футболу запрошує Ліппі очолити національну команду.
Основним завданням, поставленим перед тренером, була підготовка «скуадри адзури» до світової першості 2006 року. І з цим завданням Ліппі відмінно впорався — того року, вперше з мундіалю 1982 італійці вибороли титул найсильнішої збірної світу. Після драматичного фінального матчу, виграного у збірної Франції в серії післяматчевих пенальті, італійці стали чотириразовими чемпіонами світу. Втім, незважаючи на тріумф на світовій першості, Ліппі вирішив не подовжувати контракт з федерацією футболу, який добіг кінця після чемпіонату світу, і залишив збірну.
Наступник Ліппі на посаді головного тренера збірної Італії Роберто Донадоні готував команду до Євро-2008 і, після невдалого виступу на турнірі, був звільнений. Готувати італійців до чемпіонату світу 2010 року знову запросили Ліппі. Збірна без особливих труднощів подолала кваліфікаційний раунд, не програвши жодного матчу і впевнено посівши у своїй відбірній групі перше місце. Ще до початку фінального турніру, у травні 2010 року, було повідомлено, що Ліппі завершить кар'єру в збірній після закінчення чемпіонату світу. Італійські вболівальники сподівалися, що прощання зіркового тренера з національною командою запам'ятається її яскравим виступом на мундіалі, однак воно запам'яталося її найбільшим з 1974 року провалом на чемпіонатах світу — італійцям не вдалося подолати груповий етап. Очолювана Ліппі команда зіграла унічию зі збірними Парагваю та Нової Зеландії, а в останньому матчі групового турніру сенсаційно поступилася словакам з рахунком 2:3, посівши таким чином останню сходинку в Групі F.
За іронією долі саме цей матч, одне з найбільших в історії розчарувань італійських вболівальників, став останньою з 56 ігор, проведених збірною Італії під орудою Ліппі, автора італійського тріумфу на чемпіонаті світу 2006.

#### Матчі на чолі збірної Італії
| Дата       | Місто          | Господарі  | Результат             | Гості                | Турнір                             | Голи                                                                 | Примітки                        |
| ---------- | -------------- | ---------- | --------------------- | -------------------- | ---------------------------------- | -------------------------------------------------------------------- | ------------------------------- |
| 18/08/2004 | Рейк'явік      | Ісландія   | 2 – 0                 | Італія               | товариський матч                   |                                                                      | Кап:А. Неста                    |
| 04/09/2004 | Палермо        | Італія     | 2 – 1                 | Норвегія             | Відбір до ЧС 2006                  | Даніеле Де Россі Лука Тоні                                           | Кап:А. Неста                    |
| 08/09/2004 | Кишинів        | Молдова    | 0 – 1                 | Італія               | Відбір до ЧС 2006                  | Алессандро Дель П’єро                                                | Кап:А. Дель П’єро               |
| 09/10/2004 | Целє           | Словенія   | 1 – 0                 | Італія               | Відбір до ЧС 2006                  |                                                                      | Кап:Ф. Каннаваро                |
| 13/10/2004 | Парма          | Італія     | 4 – 3                 | Білорусь             | Відбір до ЧС 2006                  | 2 Франческо Тотті Даніеле Де Россі Альберто Джилардіно               | Кап:А. Неста                    |
| 17/11/2004 | Мессіна        | Італія     | 1 – 0                 | Фінляндія            | товариський матч                   | Фабріціо Мікколі                                                     | Кап:М. Матерацці                |
| 09/02/2005 | Кальярі        | Італія     | 2 – 0                 | Росія                | товариський матч                   | Сімоне Бароне Альберто Джилардіно                                    | Кап:Ф. Каннаваро                |
| 26/03/2005 | Мілан          | Італія     | 2 – 0                 | Шотландія            | Відбір до ЧС 2006                  | 2 Андреа Пірло                                                       | Кап:Ф. Каннаваро                |
| 30/03/2005 | Падуя          | Італія     | 0 – 0                 | Ісландія             | товариський матч                   |                                                                      | Кап:М. Матерацці                |
| 04/06/2005 | Осло           | Норвегія   | 0 – 0                 | Італія               | Відбір до ЧС 2006                  |                                                                      | Кап:Ф. Каннаваро                |
| 08/06/2005 | Торонто        | Італія     | 1 – 1                 | Сербія та Чорногорія | товариський матч                   | Крістіано Лукареллі                                                  | Кап:А. Перуцці                  |
| 11/06/2005 | Нью-Йорк       | Італія     | 1 – 1                 | Еквадор              | товариський матч                   | Лука Тоні                                                            | Кап:Л. Тоні                     |
| 17/08/2005 | Дублін         | Ірландія   | 1 – 2                 | Італія               | товариський матч                   | Альберто Джилардіно Андреа Пірло                                     | Кап:Ф. Каннаваро                |
| 03/09/2005 | Глазго         | Шотландія  | 1 – 1                 | Італія               | Відбір до ЧС 2006                  | Фабіо Гроссо                                                         | Кап:Ф. Каннаваро                |
| 07/09/2005 | Мінськ         | Білорусь   | 1 – 4                 | Італія               | Відбір до ЧС 2006                  | 3 Лука Тоні Мауро Каморанезі                                         | Кап:Ф. Каннаваро                |
| 08/10/2005 | Палермо        | Італія     | 1 – 0                 | Словенія             | Відбір до ЧС 2006                  | Крістіан Дзаккардо                                                   | Кап:Ф. Каннаваро                |
| 12/10/2005 | Лечче          | Італія     | 2 – 1                 | Молдова              | Відбір до ЧС 2006                  | Альберто Джилардіно Крістіан Вієрі                                   | Кап:А. Дель П’єро               |
| 12/11/2005 | Амстердам      | Нідерланди | 1 – 3                 | Італія               | товариський матч                   | Мауро Каморанезі Альберто Джилардіно Лука Тоні                       | Кап:Ф. Каннаваро                |
| 16/11/2005 | Женева         | Італія     | 1 – 1                 | Кот-д'Івуар          | товариський матч                   | Аймо Діана                                                           | Кап:А. Дель П’єро               |
| 01/03/2006 | Флоренція      | Італія     | 4 – 1                 | Німеччина            | товариський матч                   | Алессандро Дель П’єро Даніеле Де Россі Альберто Джилардіно Лука Тоні | Кап:Ф. Каннаваро                |
| 31/05/2006 | Женева         | Швейцарія  | 1 – 1                 | Італія               | товариський матч                   | Альберто Джилардіно                                                  | Кап:Ф. Каннаваро                |
| 02/06/2006 | Лозанна        | Італія     | 0 – 0                 | Україна              | товариський матч                   |                                                                      | Кап:Ф. Каннаваро                |
| 12/06/2006 | Ганновер       | Італія     | 2 – 0                 | Гана                 | ЧС 2006 - 1º Turno                 | Вінченцо Якінта Андреа Пірло                                         | Кап:Ф. Каннаваро                |
| 17/06/2006 | Кайзерслаутерн | Італія     | 1 – 1                 | США                  | ЧС 2006 - 1º Turno                 | Альберто Джилардіно                                                  | Кап:Ф. Каннаваро                |
| 22/06/2006 | Гамбург        | Чехія      | 0 – 2                 | Італія               | ЧС 2006 - 1º Turno                 | Філіппо Індзагі Марко Матерацці                                      | Кап:Ф. Каннаваро                |
| 26/06/2006 | Кайзерслаутерн | Італія     | 1 – 0                 | Австралія            | ЧС 2006 - 1/8 фіналу               | Франческо Тотті                                                      | Кап:Ф. Каннаваро                |
| 30/06/2006 | Гамбург        | Італія     | 3 – 0                 | Україна              | ЧС 2006 - чвертьфінал              | 2 Лука Тоні Джанлука Дзамбротта                                      | Кап:Ф. Каннаваро                |
| 04/07/2006 | Дортмунд       | Німеччина  | 0 – 2 д.ч.            | Італія               | ЧС 2006 - півфінал                 | Алессандро Дель П’єро Фабіо Гроссо                                   | Кап:Ф. Каннаваро                |
| 09/07/2006 | Берлін         | Італія     | 1 – 1 д.ч. (5-3 п.п.) | Франція              | ЧС 2006 - Фінал                    | Марко Матерацці                                                      | чемпіони світу Кап:Ф. Каннаваро |
| 20/08/2008 | Ніцца          | Італія     | 2 – 2                 | Австрія              | товариський матч                   | Альберто Джилардіно автогол                                          | Кап:А. Дель П’єро               |
| 06/09/2008 | Ларнака        | Кіпр       | 1 – 2                 | Італія               | Відбір до ЧС 2010                  | 2 Антоніо Ді Натале                                                  | Кап:Ф. Каннаваро                |
| 10/09/2008 | Удіне          | Італія     | 2 – 0                 | Грузія               | Відбір до ЧС 2010                  | 2 Даніеле Де Россі                                                   | Кап:Ф. Каннаваро                |
| 11/10/2008 | Софія          | Болгарія   | 0 – 0                 | Італія               | Відбір до ЧС 2010                  | -                                                                    | Кап:Ф. Каннаваро                |
| 15/10/2008 | Лечче          | Італія     | 2 – 1                 | Чорногорія           | Відбір до ЧС 2010                  | 2 Альберто Аквілані                                                  | Кап:Ф. Каннаваро                |
| 19/11/2008 | Афіни          | Греція     | 1 – 1                 | Італія               | товариський матч                   | Лука Тоні                                                            | Кап:Ф. Каннаваро                |
| 10/02/2009 | Лондон         | Бразилія   | 2 – 0                 | Італія               | товариський матч                   | -                                                                    | Кап:Ф. Каннаваро                |
| 28/03/2009 | Подгориця      | Чорногорія | 0 – 2                 | Італія               | Відбір до ЧС 2010                  | Андреа Пірло Джампаоло Паццині                                       | Кап:Ф. Каннаваро                |
| 01/04/2009 | Барі           | Італія     | 1 – 1                 | Ірландія             | Відбір до ЧС 2010                  | Вінченцо Якінта                                                      | Кап:Ф. Каннаваро                |
| 06/06/2009 | Піза           | Італія     | 3 – 0                 | Північна Ірландія    | товариський матч                   | Джузеппе Россі Паскуале Фоджа Серджо Пеллісс’є                       | Кап:Д. Гаттузо                  |
| 10/06/2009 | Преторія       | Італія     | 4 – 3                 | Нова Зеландія        | товариський матч                   | 2 Альберто Джилардіно 2 Вінченцо Якінта                              | Кап:Д. Гаттузо                  |
| 15/06/2009 | Преторія       | США        | 1 – 3                 | Італія               | Кубок Конфедерацій 2009 - 1-й етап | 2 Джузеппе Россі Даніеле Де Россі                                    | Кап:Д. Буффон                   |
| 18/06/2009 | Йоганнесбург   | Єгипет     | 1 – 0                 | Італія               | Кубок Конфедерацій 2009 - 1-й етап | -                                                                    | Кап:Ф. Каннаваро                |
| 21/06/2009 | Преторія       | Італія     | 0 – 3                 | Бразилія             | Кубок Конфедерацій 2009 - 1-й етап | -                                                                    | Кап:Ф. Каннаваро                |
| 12/08/2009 | Базель         | Швейцарія  | 0 – 0                 | Італія               | товариський матч                   | -                                                                    | Кап:Ф. Каннаваро                |
| 05/09/2009 | Тбілісі        | Грузія     | 0 – 2                 | Італія               | Відбір до ЧС 2010                  | 2 Каха Каладзе (автогол)                                             | Кап:Ф. Каннаваро                |
| 09/09/2009 | Турин          | Італія     | 2 – 0                 | Болгарія             | Відбір до ЧС 2010                  | Фабіо Гроссо Вінченцо Якінта                                         | Кап:Ф. Каннаваро                |
| 10/10/2009 | Дублін         | Ірландія   | 2 – 2                 | Італія               | Відбір до ЧС 2010                  | Мауро Каморанезі Альберто Джилардіно                                 | Кап:Д. Буффон                   |
| 14/10/2009 | Парма          | Італія     | 3 – 2                 | Кіпр                 | Відбір до ЧС 2010                  | 3 Альберто Джилардіно                                                | Кап:Ф. Каннаваро                |
| 14/11/2009 | Пескара        | Італія     | 0 – 0                 | Нідерланди           | товариський матч                   | -                                                                    | Кап:Ф. Каннаваро                |
| 18/11/2009 | Чезена         | Італія     | 1 – 0                 | Швеція               | товариський матч                   | Джорджо К’єлліні                                                     | Кап:А. Ді Натале                |
| 03/03/2010 | Монте-Карло    | Італія     | 0 – 0                 | Камерун              | товариський матч                   |                                                                      | Кап:Ф. Каннаваро                |
| 03/06/2010 | Брюссель       | Італія     | 1 – 2                 | Мексика              | товариський матч                   | Леонардо Бонуччі                                                     | Кап:Ф. Каннаваро                |
| 05/06/2010 | Женева         | Швейцарія  | 1 – 1                 | Італія               | товариський матч                   | Фабіо Квальярелла                                                    | Кап:Д. Дзамбротта               |
| 14/06/2010 | Кейптаун       | Італія     | 1 – 1                 | Парагвай             | ЧС 2010 - 1-й етап                 | Даніеле Де Россі                                                     | Кап: Ф. Каннаваро               |
| 20/06/2010 | Мбомбела       | Італія     | 1 – 1                 | Нова Зеландія        | ЧС 2010 - 1-й етап                 | Вінченцо Якінта                                                      | Кап: Ф. Каннаваро               |
| 24/06/2010 | Йоганнесбург   | Словаччина | 3 – 2                 | Італія               | ЧС 2010 - 1-й етап                 | Антоніо Ді Натале Фабіо Квальярелла                                  | Кап: Ф. Каннаваро               |
| Усього     |                | Матчів     | 56                    |                      | Голів                              | 85                                                                   |                                 |

### Збірна Китаю
Протягом 2012—2014 років італійський спеціаліст працював у Китаї з командою «Гуанчжоу Евергранд».
22 жовтня 2016 року Ліпі очолив збірну Китаю, де буде отримувати близько 20 млн євро на рік, що зробило його найвисокооплачуваним тренером світу.

## Титули та досягнення

### Як тренера
- Чемпіон Італії (5):

«Ювентус»: 1994-95, 1996-97, 1997-98, 2001-02, 2002-03
- Володар Кубка Італії (1):

«Ювентус»: 1994-95
- Володар Суперкубка Італії з футболу (4):

«Ювентус»: 1995, 1997, 2002, 2003
- Переможець Ліги чемпіонів УЄФА (1):

«Ювентус»: 1995-96
- Володар Суперкубка УЄФА (1):

«Ювентус»: 1996
- Володар Міжконтинентального кубка (1):

«Ювентус»: 1996
- Чемпіон Китаю (3):

«Гуанчжоу Евергранд»: 2012, 2013, 2014
- Володар Кубка Китаю (1):

«Гуанчжоу Евергранд»: 2012
- Переможець Ліги чемпіонів АФК (1):

«Гуанчжоу Евергранд»: 2013
- Чемпіон світу (1): 2006

### Індивідуальні досягнення
- Найкращий тренер в історії футболу — 13 місце (World Soccer)[5][6]
- Найкращий тренер в історії футболу — 15 місце (ESPN)[7]
- Найкращий тренер в історії футболу — 16 місце (France Football)[8]